# Генсерндорф
Генсерндорф град је у североисточној Аустрији. Седиште је истоименог округа у покрајини Доња Аустрија и смештен је 35 км источно од Беча.

## Природне одлике
Град се формирао у тзв. Винској четврти Доње Аустрије. Надморска висина града је око 170 m, а околно подручје је плодна равница.

## Становништво
| 1981. | 1991. | 2001. | 2011.  |
| ----- | ----- | ----- | ------ |
| 4.916 | 6.509 | 7.928 | 10.362 |

У Генсерндорфу живи око 10.000 становника. Последњих деценија број становника у граду се брзо повећава са ширењем градског подручја оближњег Беча.

## Галерија
- Градска кућа Генсерндорфа
- Главна римокатоличка црква
- Окружно здање
- Ново стамбено насеље